# Bachisio Scarpa
Bachisio Scarpa (Bolotana, 7 marzo 1931 – Cagliari, 3 agosto 2007) è stato un politico italiano, sindaco di Cagliari dal 22 settembre 1980 al 27 ottobre 1981..